# HD68601
HD68601 — подвійна зоря. 
Ця подвійна система має видиму зоряну величину в смузі V приблизно 4,8.
Вона розташована на відстані близько 4659,4 світлових років від Сонця.

## Подвійна зоря
Головна зоря цієї системи належить до хімічно пекулярних зір й має спектральний клас A3.
В той же час спектральний клас іншої компоненти залишається  ще не визначеним.